# Latiromitra styliola
Latiromitra styliola is een slakkensoort uit de familie van de Ptychatractidae. De wetenschappelijke naam van de soort is voor het eerst geldig gepubliceerd in 1927 door Dall.